# André Malraux
André Malraux (ur. 3 listopada 1901 w Paryżu, zm. 23 listopada 1976 w Créteil) – francuski pisarz, eseista, polityk, autor ważnych opracowań z dziedziny historii sztuki. Podawał się za orientalistę i archeologa, lecz nie posiadał wyższego wykształcenia.

## Życiorys
Malraux był zbyt młody, by wziąć udział w walkach I wojny światowej. Jego rodzice rozwiedli się, gdy był dzieckiem. Wychowywała go matka, ojciec popełnił samobójstwo w 1930.
W 1923 przybył do Indochin wraz z żoną – Clarą Goldschmidt, jako członek wyprawy badawczej. Aresztowano go i skazano na karę więzienia za wydarcie ze ścian jednej ze świątyń kilku posągów Buddy. Po apelach niektórych francuskich intelektualistów wyrok zawieszono.
Malraux miał poglądy zdecydowanie lewicowe. Od młodości był krytykiem kolonializmu. W Indochinach wydawał nielegalną gazetę. W czasie pobytu w Chinach pracował dla Kuomintangu.
Po powrocie do Francji opublikował swoje pierwsze powieści. Na początku lat 30. XX w. był już znanym i cenionym pisarzem. W 1933 zdobył nagrodę Goncourtów za książkę Dola człowiecza. Akcja powieści rozgrywa się w 1927, w ogarniętym wojną domową Szanghaju.
Działał w międzynarodowym ruchu antyfaszystowskim. Napisał książkę o obozach koncentracyjnych (Czas pogardy). Walczył w wojnie domowej w Hiszpanii, był współorganizatorem republikańskiego lotnictwa. Na podstawie własnych przeżyć w Hiszpanii napisał kolejną powieść zatytułowaną Nadzieja.
W czasie kampanii obronnej Francji w 1940 dostał się do niewoli, kiedy jego czołg został rozbity. Został zwolniony i brał udział w ruchu oporu, nie unikając aresztowania. Po wyzwoleniu bronił m.in. Strasburga podczas niemieckiej kontrofensywy, dowodząc wówczas brygadą.
Po zakończeniu wojny został ministrem informacji w rządzie de Gaulle’a. Po ustąpieniu generała z funkcji w styczniu 1946, Malraux pozostał przy jego boku i wrócił wraz z nim do władzy w 1958. Był zaliczany do tzw. lewicowych (lub liberalnych) gaullistów.
Od 10 lipca 1958 do 20 czerwca 1969 pełnił urząd (pierwszego w historii Francji) ministra kultury. Posiadał rangę ministra stanu (wicepremiera), a na posiedzeniach gabinetu zasiadał zawsze po prawej stronie prezydenta. Ustąpił z rządu po rezygnacji de Gaulle’a.
Zmarł na zapalenie płuc – podczas szalejącej epidemii grypy przyjął zbyt silną dawkę szczepionki, z czego wywiązała się śmiertelna choroba.
Oprócz powieści, takich jak Dola człowiecza (przekład Adam Ważyk) czy Czas pogardy (przekład Wacław Rogowicz), opublikował trzytomowe dzieło z zakresu historii sztuki pt. La Métamorphose des Dieux (Przemiana bogów): I tom – Nadprzyrodzone (przekład Eligia Bąkowska), II tom – Ponadczasowe (przekład Jerzy Lisowski), III tom – Nierzeczywiste (przekład Joanna Guze).

## Twórczość (wybór)
- Zdobywcy (Les Conquérants, 1928)
- Droga królewska (La Voie royale, 1930)
- Dola człowiecza (La Condition humaine, 1933)
- Czas pogardy (Le Temps du mépris, 1935)
- Nadzieja (L'Espoir, 1937)
- Orzechy z Altenburga (Les Noyers de l'Altenburg, 1943)
- Kuszenie Zachodu
- Antypamiętniki (Antimémoires, 1967)
- Łazarz(inne języki) (fr. Lazare) Wydawnictwo: Państwowy Instytut Wydawniczy, Data wydania: 1977-01-01, tłumacz : Julian Rogoziński[4]: W pierwszej części obszernie opowiada w wizji będącej formą majaczenia o użyciu przez Niemców trującego gazu w czasie I wojny światowej podczas fikcyjnej „bitwy pod Bolgako” w 1916 roku nad Wisłą — pierwsze użycie faktycznie mający miejsce podczas bitwy pod Bolimowem w styczniu 1915

## Odznaczenia
- Oficer Legii Honorowej (Francja)
- Order Wyzwolenia (Francja)
- Krzyż Wojenny (Francja)
- Medal Wojskowy (Francja)
- Medal Oporu z Rozetą (Francja)
- Krzyż Wielki Orderu Maja (Argentyna)
- Wielka Srebrna Odznaka Honorowa na Wstędze za Zasługi dla Republiki Austrii (Austria)
- Krzyż Wielki Orderu Korony (Belgia)
- Wielki Oficer Orderu Narodowego Dahomeju (Benin)
- Wielki Oficer Orderu Krzyża Południa (Brazylia)
- Wielki Oficer Orderu Narodowego (Czad)
- Krzyż Wielki Orderu Dannebroga (Dania)
- Wielka Wstęga Orderu Republiki (Egipt)
- Krzyż Wielki Orderu Lwa (Finlandia)
- Wielki Oficer Orderu Gwiazdy Równika (Gabon)
- Krzyż Wielki Orderu Jerzego I (Grecja)
- Wielki Oficer Orderu Narodowego (Górna Wolta)
- Krzyż Wielki Orderu Quetzala (Gwatemala)
- Krzyż Wielki Orderu Narodowego Honoru i Zasługi (Haiti)
- Wielka Wstęga Orderu Wschodzącego Słońca (Japonia)
- Wielka Wstęga Orderu Gwiazdy Jordanii (Jordania)
- Krzyż Wielki Królewskiego Orderu Sahametrei (Kambodża)
- Wielki Oficer Orderu Zasługi (Kongo)
- Wielka Wstęga Orderu Narodowego Cedru (Liban)
- Krzyż Wielki Orderu Korony Dębowej (Luksemburg)
- Wielki Oficer Orderu Narodowego (Madagaskar)
- Wielka Wstęga Orderu Alawitów (Maroko)
- Wielki Oficer Orderu Zasługi Narodowej (Mauretania)
- Krzyż Orderu Orła Azteków (Meksyk)
- Wielki Krzyż Zasługi z Gwiazdą i Wstęgą Orderu Zasługi RFN (Niemcy)
- Wielki Oficer Orderu Narodowego (Niger)
- Krzyż Wielki Orderu św. Olafa (Norwegia)
- Krzyż Wielki Orderu Słońca Peru (Peru)
- Krzyż Wielki Orderu Świętego Jakuba od Miecza (Portugalia)[5]
- Wielki Oficer Orderu Zasługi (Republika Środkowoafrykańska)
- Wielki Oficer Orderu Zasługi (Senegal)
- Kawaler Orderu Gwiazdy Polarnej (Szwecja)
- Kawaler Wielkiego Krzyża Orderu Białego Słonia (Tajlandia)
- Wielki Oficer Orderu Narodowego Zasługi (Togo)
- Wielka Wstęga Orderu Oswobodziciela (Wenezuela)
- Order Wybitnej Służby (Wielka Brytania)
- Wielki Oficer Orderu Zasługi Republiki Włoskiej (Włochy)[6]
- Wielki Oficer Orderu Narodowego Wybrzeża Kości Słoniowej (Wybrzeże Kości Słoniowej)
- Wielka Wstęga Orderu Portretu Władcy (Iran)